# Corythucha confraterna
Corythucha confraterna är en insektsart som beskrevs av Gibson 1918. Corythucha confraterna ingår i släktet Corythucha och familjen nätskinnbaggar. Inga underarter finns listade i Catalogue of Life.